# William Cavendish, 7. vévoda z Devonshiru
William Cavendish, 7. vévoda z Devonshiru (William Cavendish, 7th Duke of Devonshire, 7th Marquess of Hartington, 10th Earl of Devonshire, 2nd Earl of Burlington, 10th Baron Cavendish of Hardwick, 2nd Baron Cavendish of Keighley) (27. dubna 1808, Londýn – 21. prosince 1891, Holker Hall, Cumberland, Anglie) byl britský šlechtic a politik. Po krátkém působení v Dolní sněmovně byl od roku 1834 jako hrabě z Burlingtonu členem Sněmovny lordů, později po vzdáleném bratranci zdědil v roce 1858 titul vévody z Devonshire spolu s rozsáhlým majetkem v Anglii a Irsku. V politice byl stoupencem liberálů, veřejně se angažoval i v mnoha dalších sférách, věnoval se rozvoji školství, dopravy a průmyslu. Byl též mecenášem umění a na svých statcích realizoval stavební úpravy rodových sídel.

## Životopis

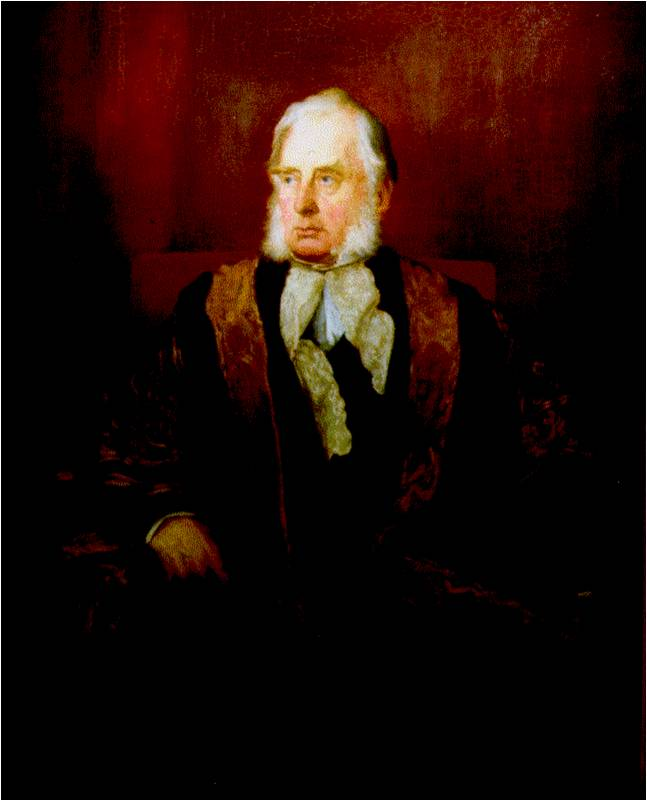
Portrét 7. vévody z Devonshiru (cca 1870, sbírky zámku Chatsworth House, Derbyshire)

Pocházel z významné šlechtické rodiny Cavendishů, náležel k linii vévodů z Devonshiru, byl vnukem Georga Cavendishe, 1. hraběte z Burlingtonu (1754–1834), mladšího syna britského premiéra Williama Cavendishe, 4. vévody z Devonshiru (1720–1764). Narodil se jako syn poslance Williama Cavendishe (1783–1812), po matce Louise (1780–1863) byl potomkem irského šlechtického rodu O'Callaghan. Studoval v Etonu a na univerzitě v Cambridge, kde také nedlouho poté získal čestný doktorát. V letech 1829–1834 byl poslancem Dolní sněmovny za stranu whigů. V parlamentu nejprve zastupoval prestižní volební obvod cambridgeské univerzity (1829–1831), poté byl poslancem za tradiční rodinný volební okrsek hrabství Derby. Od roku 1829 byl též členem Královské společnosti. Jako dědic svého dědečka užíval od roku 1831 titul baron Cavendish, v roce 1834 zdědil titul hraběte z Burlingtonu a stal se členem Sněmovny lordů. Angažoval se v různých sférách veřejného života, v roce 1836 se stal prvním kancléřem nově zřízené univerzity v Londýně, později byl kancléřem univerzity v Cambridge (1861–1891). V letech 1857–1858 byl lordem-místodržitelem v hrabství Lancashire. V roce 1858 po vzdáleném bratranci Williamovi (1790–1858) zdědil titul vévody a rozsáhlé statky v několika anglických hrabstvích a Irsku. Téhož roku obdržel Podvazkový řád a v letech 1858–1891 zastával také funkci lorda-místodržitele v hrabství Derby. Nadále se zúčastnil veřejného dění, uplatnil se v několika vládních výborech (předseda komise pro stanovení cen přepravy na železnici 1866–1867, předseda komise pro vědu a umění 1870–1875). Byl též kurátorem Britského muzea (1871–1885) a v roce 1878 byl jmenován členem Tajné rady. Prostřednictvím svých politicky aktivních synů si až do vysokého věku udržoval důležitou pozici v Liberální straně a vliv na jejího předáka Williama Gladstona.

## Rodina
V roce 1829 se oženil se svou vzdálenou sestřenicí Lady Blanche Howardovou (1812–1840), dcerou vlivného politika 6. hraběte z Carlisle. Z jejich manželství se narodilo pět dětí:
- 1. William Cavendish, baron Cavendish (1831–1834)
- 2. Spencer Compton Cavendish, 8. vévoda z Devonshiru (1833–1908), člen Dolní sněmovny, 1891 vévoda z Devonshiru a člen Sněmovny lordů, ministr pro Indii 1880–1882, ministr války 1882–1885, lord prezident Tajné rady 1895–1903, rytíř Podvazkového řádu
- 3. Louisa Caroline (1835–1907), ∞ 1861 Francis Egerton (rozený Leveson-Gower, 1824–1895), admirál Royal Navy, člen Dolní sněmovny
- 4. lord Frederick Charles Cavendish (1836–1882), člen Dolní sněmovny, státní sekretář pro Irsko 1882, zavražděn v Dublinu
- 5. lord Edward Cavendish (1838–1891), člen Dolní sněmovny, podplukovník

Jeho mladší bratr George Henry Cavendish (1810–1880) byl dlouholetým poslancem Dolní sněmovny za Liberální stranu (1834–1880), jako mladší bratr vévody užíval od roku 1858 titul lorda.